# پوکروفکا (نائوموفسکی، شهرستان استرلیتاماکسکی، باشقیرستان)
پوکروفکا (انگلیسی: Pokrovka, Naumovsky Selsoviet, Sterlitamaksky District, Republic of Bashkortostan) یک شهرک در شهرستان استرلیتاماکسکی استان باشقیرستان کشور روسیه است.